# ليفار برتون
ليفار برتون (بالإنجليزية: LeVar Burton)‏ مواليد 16 فبراير 1957 في لنداشتول، ألمانيا الغربية، هو ممثل ومخرج أمريكي بدأ مسيرته الفنية سنة 1976. هو من الحائزين على جائزة إيمي. درس في جامعة كاليفورنيا الجنوبية.

## الأعمال

### أفلام
- ستار تريك: أول اتصال (1996)
- علي (2001)
- سوبرمان/باتمان: أعداء الجميع (2009)

### مسلسلات
- ترابر جون إم دي
- جزيرة الفنتازيا
- قارب الحب
- ستار تريك: الجيل التالي
- فرسان الكوكب
- باتمان
- الكراغل
- بينكي وبرين
- ستار تريك: فوياجر
- حي السيد روجرز
- بيكر
- فاميلي غاي
- كوميونتي
- نظرية الانفجار العظيم
- ترانسفورمرز: ريسكيو بوتس
- وقت المغامرة

## الجوائز
الفوز:
- جائزة إيمي داي تايم
- جائزة جرامي لأفضل ألبوم محكي

الترشيحات:
- جائزة إيمي برايم تايم عن فئة الأداء المبهر لضيف شرف في مسلسل درامي

## وصلات خارجية
- ليفار برتون على موقع IMDb (الإنجليزية)
- ليفار برتون على موقع ألو سيني (الفرنسية)
- ليفار برتون على موقع ميوزك برينز (الإنجليزية)
- ليفار برتون على موقع تيرنر كلاسيك موفيز (الإنجليزية)
- ليفار برتون على موقع أول موفي (الإنجليزية)
- ليفار برتون على موقع قاعدة بيانات الأفلام السويدية (السويدية)
- ليفار برتون على موقع إن إن دي بي (الإنجليزية)
- ليفار برتون على موقع ديسكوغز (الإنجليزية)
- ليفار برتون على موقع قاعدة بيانات الفيلم (الإنجليزية)
- ليفار برتون على موقع كينوبويسك (الروسية)
- الموقع الرسمي